# Love Is Alive and Well
| Оценки критиков | Оценки критиков |
| Источник        | Оценка          |
| --------------- | --------------- |
| Allmusic        | [ 1 ]           |

Love Is Alive and Well — дебютный студийный альбом певца и продюсера Кима Фоули, выпущенный в 1967 году на лейбле Tower Records. На CD ни разу не издавался.

## Предыстория
Начав свою карьеру в 1959 году в качестве музыкального продюсера, Ким Фоули в середине 1960-х годов, обретя определённую славу в андерграундной среде, стал делать свои первые записи в качестве сольного певца. В 1965 году он записал сингл «The Trip», ставший по сути первой композицией, описывающей ощущения психоделического опыта. В 1966 году Фоули принял участие в записи дебютного альбома Фрэнка Заппы, Freak Out!, где появился в экспериментальной композиции «Help I’am Rock», исполнив ведущую вокальную партию. Год спустя Ким Фоули записывает свой дебютный сольный альбом Love Is Alive and Well вместе со звукоинженером Майклом Ллойдом, который в записи сыграл практически на всех инструментах и выступил в качестве сопродюсера.

## Об альбоме
Данный альбом можно по сути считать концептуальным, поскольку все песни объединены одной тематикой: абсурдным восприятием Лета любви (к примеру треки «Flower City» и «Flower Drum Drum»). Композиция «War Game» представляет собой философский монолог в сопровождении музыки классического кино 1930-х — 1940-х годов. Трек «Super Flower» представляет собою интервью, в котором Фоули проводит блиц-опрос своих слушателей и не содержит музыкальной записи. Коммерческого успеха диск, как и все последующие сольные релизы Кима Фоули, не имел.

## Список композиций
Все песни написаны Кимом Фоули и Майклом Ллойдом.
1. «Love Is Alive and Well» — 1:34
2. «Flower City» — 2:07
3. «Flower Drum Drum» — 2:58
4. «This Planet Love» — 2:10
5. «War Game» — 3:07
6. «Reincarnation» — 2:08
7. «See How the Other Half Love» — 2:00
8. «Flowers» — 1:45
9. «Super Flower» — 1:59
10. «Me» — 1:45

## Участники записи
- Ким Фоули — вокал, клавишные
- Майкл Ллойд[англ.] — аранжировки, все инструменты